# Peace for our time

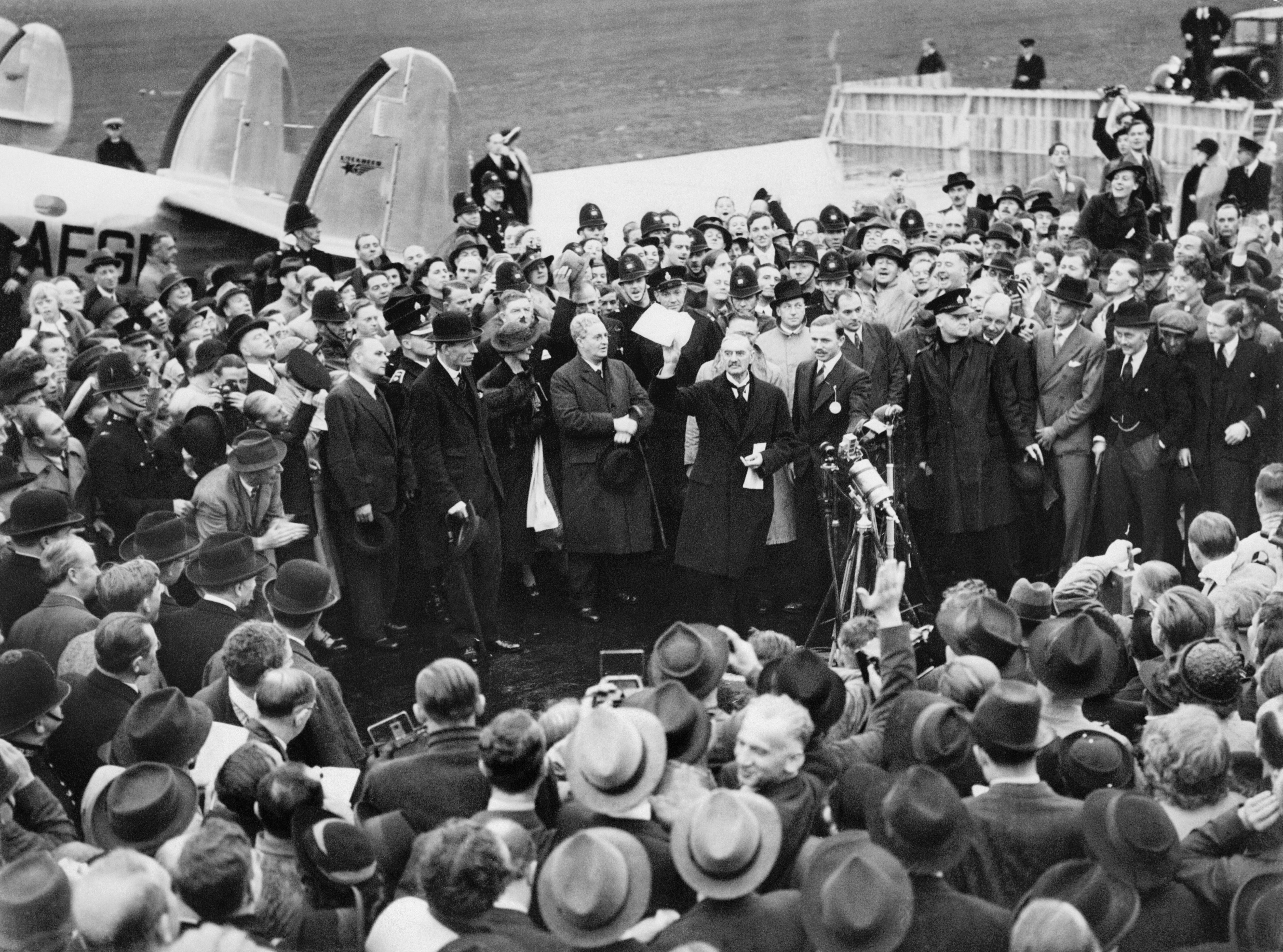
Chamberlain mit dem Text des Münchner Abkommens, Flughafen Heston, 30. September 1938

Peace for our time oder Frieden für unsere Zeit  war eine Erklärung, die der Premierminister des Vereinigten Königreichs Neville Chamberlain in seiner Rede vom 30. September 1938 zum Münchner Abkommen und der anschließenden Deutsch-Britischen Erklärung abgab.

## Einordnung
Die Phrase ist ein Zitat von Benjamin Disraeli, der bei seiner Rückkehr vom Berliner Kongress 1878 erklärte: „Ich bin mit Frieden für unsere Zeit aus Deutschland zurückgekehrt“. Er ist vor allem wegen seines ironischen Werts in Erinnerung geblieben: Weniger als ein Jahr nach dem Abkommen folgten auf den anhaltenden Druck Hitlers, den polnischen Korridor zurückzugeben, und auf den Überfall auf Polen Kriegserklärungen Frankreichs und Großbritanniens an Deutschland.
Der Satz wird oft fälschlicherweise als Peace in our time („Frieden in unserer Zeit“) zitiert. Dieser Wortlaut war in der britischen Öffentlichkeit durch eine so lautende Gebetszeile im Book of Common Prayer bekannt, die den gregorianischen Gesang Da pacem Domine wiedergibt. Es ist unbekannt, ob Chamberlain diese Anspielung absichtlich verwendet hat.

## Hintergrund
Chamberlains Flugzeug landete am 30. September 1938 auf dem Flugplatz von Heston, und er sprach zu den Menschenmengen dort: 
"Die Lösung des tschechoslowakischen Problems, die jetzt erreicht wurde, ist meiner Ansicht nach nur der Auftakt zu einer größeren Regelung, in der ganz Europa Frieden finden kann. Heute morgen hatte ich ein weiteres Gespräch mit dem deutschen Kanzler, Herrn Hitler, und hier ist das Papier, das seinen Namen trägt und auch meinen. Einige von Ihnen haben vielleicht schon gehört, was es enthält, aber ich möchte es Ihnen nur vorlesen:  ... Wir betrachten das gestern Abend unterzeichnete Abkommen und das deutsch-englische Flottenabkommen als symbolisch für den Wunsch unserer beiden Völker, nie wieder Krieg gegeneinander zu führen"
Später an diesem Tag stand er vor 10 Downing Street und las erneut aus dem Dokument und schloss:
"Meine lieben Freunde, zum zweiten Mal in unserer Geschichte ist ein britischer Premierminister aus Deutschland zurückgekehrt und bringt den Frieden mit Ehre. Ich glaube, es ist Frieden für unsere Zeit. Wir danken Ihnen von ganzem Herzen. Gehen Sie nach Hause und schlafen Sie schön ruhig."
Chamberlains Rückkehr wurde nicht überall gut aufgenommen. 15.000 Menschen protestierten am selben Tag auf dem Trafalgar Square gegen das Münchner Abkommen, dreimal mehr als ihn in der Downing Street 10 begrüßten. Wegen Chamberlains anhaltender Manipulation der BBC wurde diese Nachricht damals weitgehend unterdrückt. Der Sprecher der Labour-Partei, Hugh Dalton, deutete öffentlich an, dass das Papier, das Chamberlain schwenkte, "aus den Seiten von Mein Kampf herausgerissen" sei.